# The Ocean Cleanup
The Ocean Cleanup è una fondazione il cui scopo è sviluppare tecnologie che consentano di estrarre gli inquinanti plastici presenti negli oceani e di evitarne la reimmissione. È stata fondata nel 2013 da Boyan Slat, un inventore e imprenditore olandese di origini croate che ne è l'amministratore delegato. Il quartier generale della fondazione è a Delft, nei Paesi Bassi.

## Tecnologia

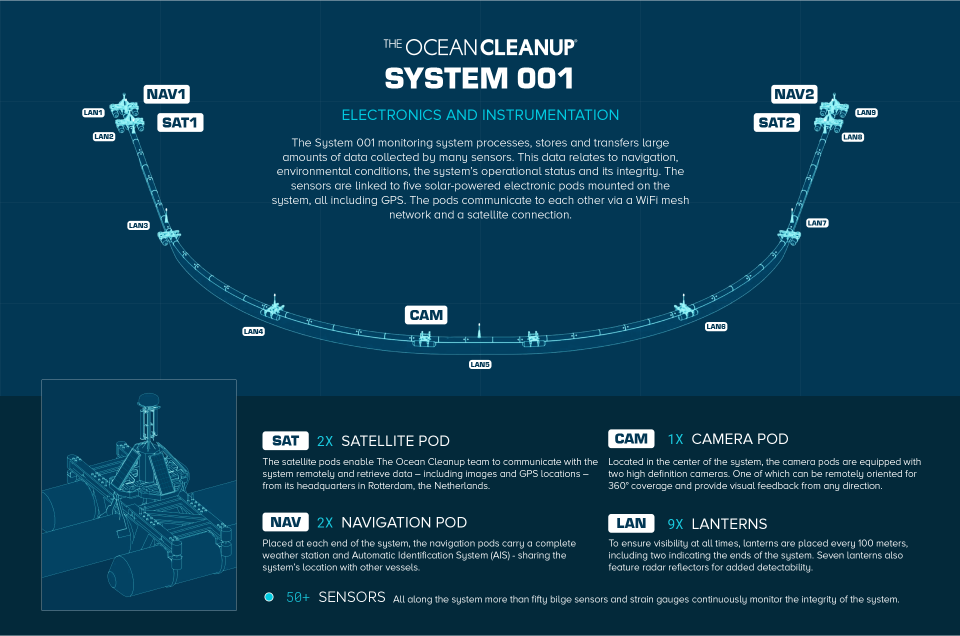
Schema a blocchi del funzionamento della tecnologia di The Ocean Cleaup

La rimozione di frammenti di plastica in mare aperto è ancora agli inizi. Alcune iniziative, come Project Kaisei, hanno usato navi con reti per catturare la plastica, principalmente a scopo di ricerca. The Ocean Cleanup propone un metodo passivo a larga scala per rimuovere i rifiuti marini all'interno o nelle prossimità dei vortici oceanici attraverso un sistema alla deriva galleggiante lungo 1–2 chilometri (0,62–1,24 mi), rallentato da un'ancora galleggiante posta a circa 600 metri di profondità. Un pannello rigido al di sotto del tubo galleggiante cattura e raccoglie i frammenti poco sotto la superficie. Questi sistemi a forma di "U" si spostano liberamente nel vortice subtropicale del Nord Pacifico e concentrano la plastica in un punto centrale dove potrà essere estratta da navi ausiliarie che la porteranno sulla costa. Il primo sistema è stato installato a metà del 2018 e The Ocean Cleanup stima di poter ripulire il 50 percento della grande chiazza di immondizia del Pacifico entro 5 anni dal completamento delle installazioni che è avvenuto nel 2020.

## Progetti

### Mega Expedition
Attraverso una serie di spedizioni oceaniche, The Ocean Cleanup sta studiando la massa totale e la distribuzione dei frammenti di plastica negli oceani, nonché metodi, tecnologie e strumenti di riciclaggio della plastica oceanica economicamente e tecnicamente sostenibili. Nell'agosto del 2015 ha lanciato la Mega Expedition, in cui una flotta di circa 30 navi ha attraversato la grande chiazza di immondizia del Pacifico usando reti a traino, chiamate manta trawls, per misurare la concentrazione, la dimensione e la scala della distribuzione della plastica in quella zona. I ricercatori, a bordo della nave madre RV Ocean Starr, hanno riportato di avervi avvistato rifiuti di plastica di dimensione maggiore del previsto. Secondo il sito web di The Ocean Cleanup, la spedizione è stata condotta in vista della pulizia della grande chiazza di immondizia del Pacifico su larga scala, che l'organizzazione ha avviato nel 2020.

### Aerial Expedition
Nell'autunno del 2016 The Ocean Cleanup ha condotto una serie di voli di ricognizione lungo la grande chiazza di immondizia del Pacifico. Questa spedizione è stata chiamata Aerial Expedition ed è stata la prima indagine aerea effettuata su un'isola di immondizia nell'oceano. Lo scopo era di quantificare i detriti di plastica più grandi, come le reti da pesca abbandonate (ghost nets). Le informazioni raccolte, combinate con quelle della Mega Expedition, sono servite a mappare l'inquinamento causato dai rifiuti di plastica nella grande chiazza di immondizia del Pacifico; la pubblicazione dei risultati era prevista per il 2017.
Per quantificare i detriti, The Ocean Cleanup ha messo in campo sia osservatori umani che sensori; ha usato un aereo da trasporto Lockheed C-130 Hercules, che ha volato a bassa velocità e altitudine per permettere ai ricercatori di usare un sistema CZMIL e il sistema SASI di scanner iperspettrale SWIR per documentare l'inquinamento da plastica. Secondo quanto riferito da Boyan Slat, l'equipaggio ha visto molta più plastica del previsto.

### Programma pilota
In una serie di test, sarebbe stata installata una successione di modelli in scala sempre più grande in condizioni oceaniche sempre più complesse. The Ocean Cleanup ha effettuato test in ambiente controllato nel 2015. Un segmento di 100 metri è stato sottoposto ad un test nel Mare del Nord, appena al largo delle costa olandese nell'estate del 2016. Dopo due mesi il test è stato interrotto a causa di un guasto alle catene che collegavano un'asta al sistema di ormeggio.
Nel 2017 è stato annunciato un test di un nuovo sistema galleggiante nel nord del Pacifico. Dopo aver migliorato il modello, The Ocean Cleanup ha lanciato il primo sistema di pulizia nel settembre del 2018, concludendolo il 17 gennaio 2019. Aggiungendo gradualmente più sistemi, si aspettava il lancio a scala intera nella grande chiazza di immondizia del Pacifico entro il 2020.

### ApplicazioneOcean Plastic Survey
Nel 2015 è stata lanciata una app per iOS e Android, Ocean Plastic Survey, che permette a chiunque si trovi nell'oceano di inviare dati per comunicare agli scienziati la quantità, il tipo e la posizione dei rifiuti di plastica flottanti. L'app completa un periodo di osservazione di 30 minuti, durante i quali gli osservatori registrano i detriti che vedono. Questo sostituisce le registrazioni cartacee e permette di condividere i dati con altri scienziati, oltre che aiutare The Ocean Cleanup nelle sue scelte.

## Premi e riconoscimenti
Dalla creazione della fondazione, The Ocean Cleanup ha ricevuto più di 31,5 milioni di dollari in donazioni dagli sponsor, incluso il direttore generale di Salesforce.com Marc Benioff, il filantropo Peter Thiel, la fondazione di Julius Baer e Royal DSM. Ha anche raccolto più di 2 milioni di dollari con una campagna di crowdfunding nel 2014.
Il Programma delle Nazioni Unite per l'ambiente ha premiato Boyan Slat con Champion of the Earth nel 2014. In precedenza egli era stato riconosciuto uno dei 20 giovani imprenditori più promettenti al mondo da Intel EYE50. Nel 2015 Harald V di Norvegia gli ha assegnato il premio dell'industria marittima "Giovane Imprenditore", e The Ocean Cleanup Array è stato nominato "progetto di design dell'anno" dal London Design Museum. Sempre nel 2015 il sistema Ocean Cleanup Array ha vinto l'INDEX: Award nel 2015 e il premio 2015 Fast Company Innovation By Design nella categoria Bene Sociale. Foreign Policy ha riconosciuto Slat come uno dei 100 Pensatori Globali del 2015. Nel 2016 The Ocean Cleanup ha vinto il premio Katerva, noto anche come "premio Nobel per la sostenibilità”, e nel 2017 il premio Norwegian Shipowners’ Association's Thor Heyerdahl.

## Critiche
Nei confronti del sistema di The Ocean Cleanup sono state sollevate critiche riguardo al metodo, alla fattibilità, all'efficienza e al ritorno dell'investimento. In particolare,
- l'organizzazione non profit 5 Gyres sostiene che The Ocean Cleanup non ha prodotto una valutazione di impatto ambientale sufficientemente approfondita, né esaminato alternative, ad esempio far raccogliere i rifiuti ai pescatori.[31] Secondo Boyan Slat, usare metodi convenzionali come navi e reti sarebbe inefficiente in termini di tempi e costi.[32] The Ocean Cleanup sta lavorando con esperti esterni per minimizzare i possibili impatti ambientali della loro tecnologia;[33] inoltre 5 Gyres sostiene che portare il sistema controcorrente permetterebbe di catturare più plastica a parità di tempo, e sarebbe probabilmente meno costoso rispetto al sistema di The Ocean Cleanup. Boyan Slat fa presente che pulire i vortici non è la soluzione per tutto l'inquinamento dovuto alla plastica, e fermare l'origine del flusso è fondamentale, ma una soluzione non esclude l'altra;[31]
- Marcus Eriksen e il suo entourage (2014) hanno scoperto che il 92% dei rifiuti di plastica nell'oceano è più piccola della microplastica e non può essere raccolta dal sistema di The Ocean Cleanup. Nello stesso studio, però, si nota anche che la massa di plastica si trova per la maggior parte nelle due classi di taglia più grande (86%).[non chiaro][34] L'obiettivo di The Ocean Cleanup è di raccogliere i detriti più grandi prima che si sgretolino diventando microplastica;[35]
- Mark Noak sostiene che scoraggiare l'uso di plastica sarebbe più efficace a lungo termine, e che la strategia di The Ocean Cleanup incentiva invece abitudini nocive per l'ambiente.[36] Boyan Slat afferma che un progetto di pulizia può dare più visibilità al problema e aiutare le persone ad acquisire la consapevolezza del problema in generale, oltre che ispirare nuove tecnologie.[35]